# Frog cake

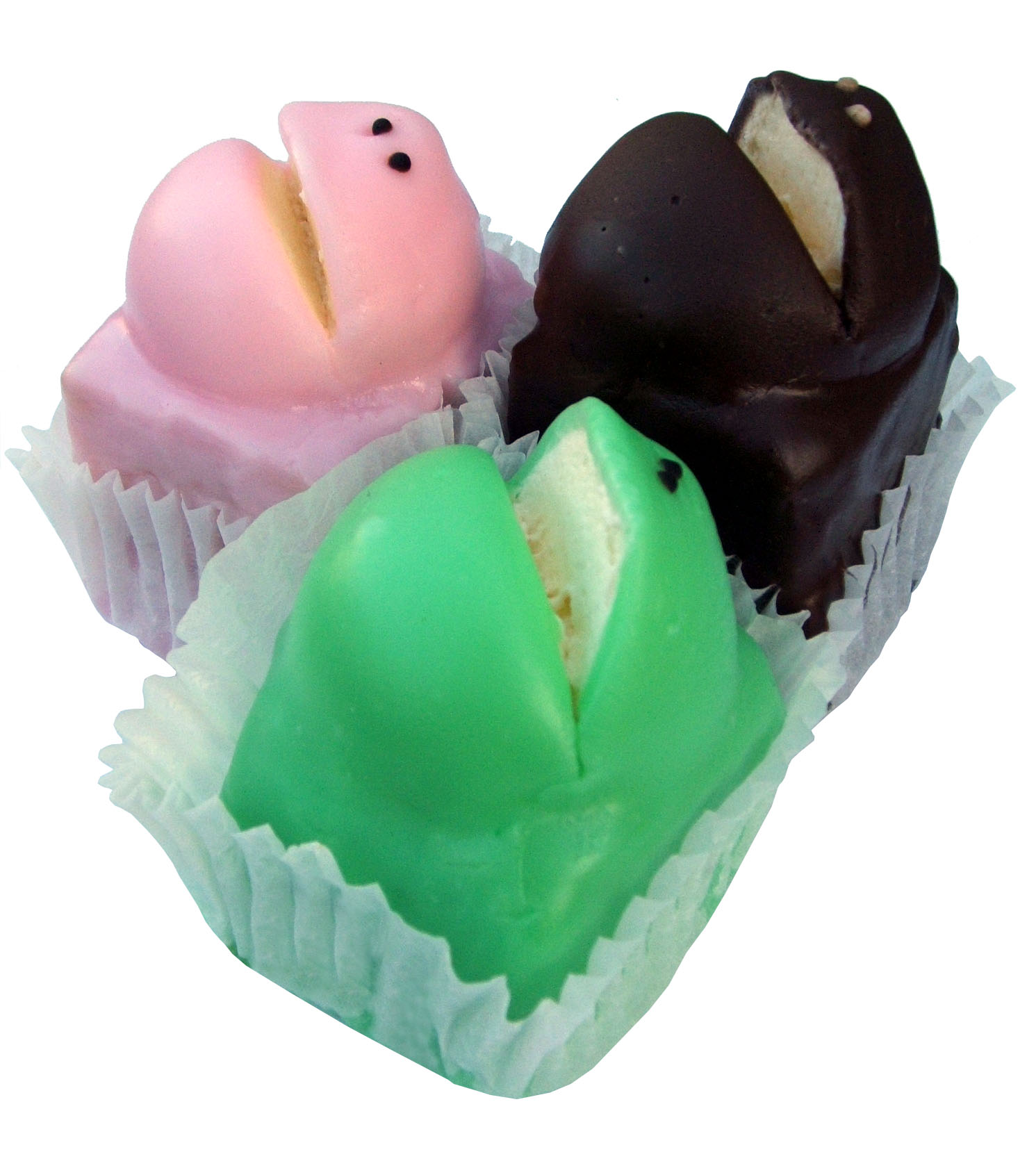
Frog cakes.

El frog cake es un postre proveniente de Australia Meridional (South Australia) cuya forma se asemeja a la de una cabeza de rana, está compuesto de bizcocho y crema todo ello recubierto de caramelo. Fue creado en 1922 por la panadería Balfours y alcanzó una rápida popularidad en Australia Meridional. Originalmente los Frost cake sólo estaban disponibles recubiertos de caramelo de color verde pero posteriormente la oferta se amplió a otros colores como el rosa o el marrón. El frog cake ha sido utilizado para la promoción del estado y en 2001 fue reconocido como icono cultural de Australia Meridional por el National Trust of Australia.

## Composición
El frog cake es un pequeño postre, que representa a una rana con su boca abierta, formado por una base de bizcocho con mermelada sobre la que se añade crema y todo ello recubierto por caramelo. La receta utilizada hoy es la misma que cuando se produjo por primera vez en los años 20. Para su fabricación se utilizan grandes cantidades de bizcocho cortadas y mezcladas de forma mecánica con su forma característica que son luego recubiertas con el caramelo, la boca se hace utilizando un cuchillo caliente. Los ojos son añadidos manualmente. El caramelo es habitualmente de color verde, marrón o rosa pero en ocasiones especiales pueden utilizarse otras variedades como el rojo o el amarillo.

## Historia
Tras realizar un viaje a Francia a comienzos de los años 20, Gordon Balfour, el nieto de John Balfour, (quien fuera uno de los fundadores de la panadería Balfours), encontró la inspiración para el frog cake en las golosinas europeas. El postre fue puesto a la venta en 1922 en una época en la que los salones de te eran muy populares. Pronto el pastel se convirtió en la mascota de Balfours.